# Street marketing
Lo street marketing è una forma di marketing non convenzionale che si esplica esclusivamente per le strade vere e proprie di una città o al massimo all'interno dei Centri Commerciali, e privilegia come strumenti il corpo e l'azione di performer.
In particolare, lo street marketing opta per la “spettacolarizzazione” del suo farsi, del suo essere performance che accade in coordinate spazio temporali molto esatte: in quel preciso momento e per il pubblico che si è deciso di andare a “colpire” agendo su quella location. Per promuovere un detersivo, ad esempio, si sceglierà di dare vita alla performance in mercati rionali dove c'è una maggiore concentrazione del target di riferimento, e cioè le casalinghe; o per lanciare una linea di streetwear si privilegerà le zone della città più frequentate dai giovani nel tempo libero, etc..

## Elementi Caratterizzanti
Gli ingredienti che identificano lo street mktg sono: 
- luoghi ad alta concentrazione di pubblico (come mercati, piazze, strade pedonali o a grande flusso automobilistico);
- l'uso di performer;
- l'uso di richiami visivi (come costumi e cartelli);
- l'uso di richiami sonori come recitazione, strilli e musica;
- un coinvolgimento diretto del pubblico che contemporaneamente assiste e partecipa all'azione.

## Esempi di Street Marketing

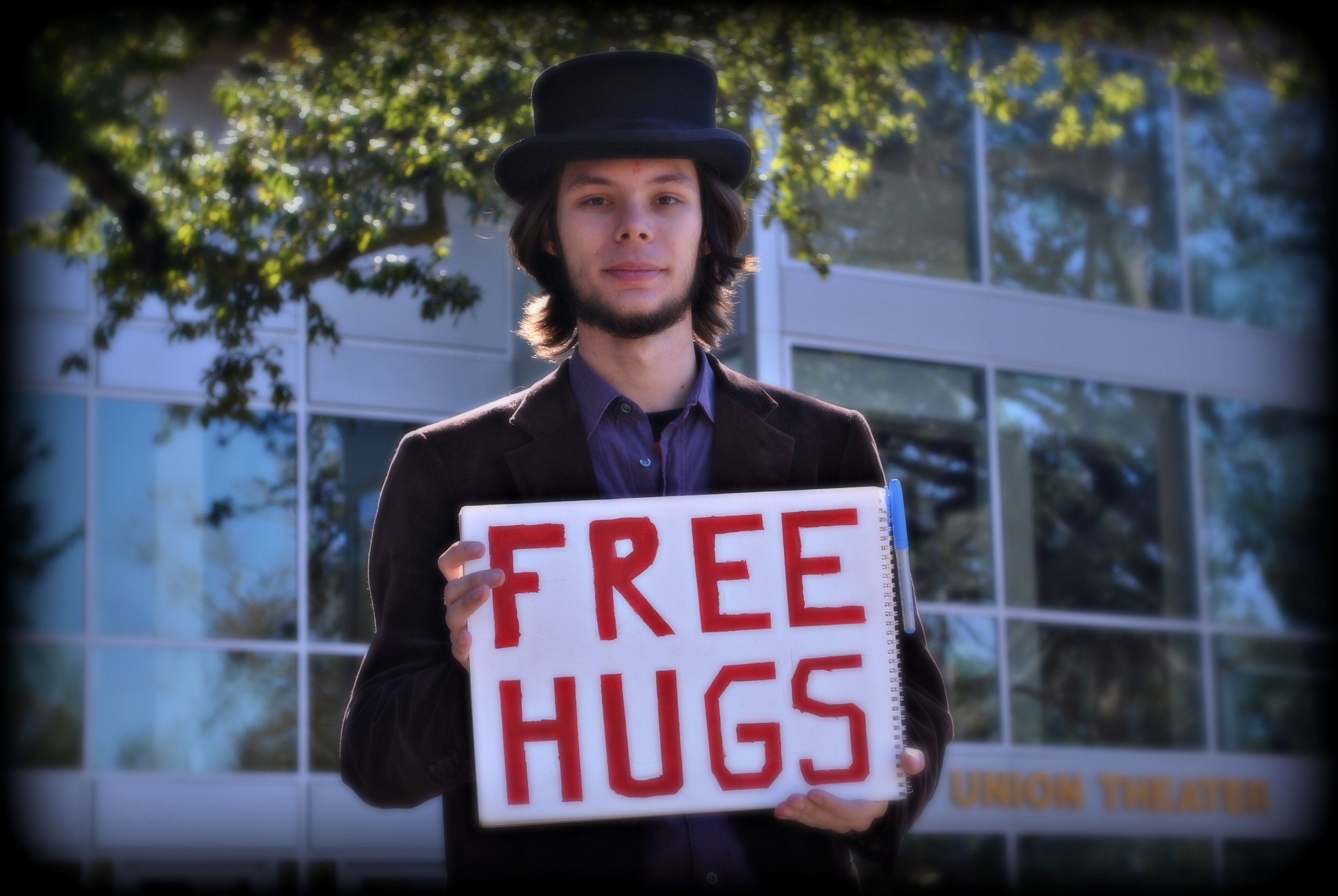
Iniziativa abbracci gratis

Per esempio, un'azione di street mktg in cui un performer porta con sé un cartello con su scritto “il tal marchio vi regala un abbraccio”, oltre a significare quel che normalmente significa il gesto dell'abbraccio (affetto, inclusione, comprensione etc.), diventa un atto simbolico che invita ad “abbracciare” un brand, che invita cioè a uno scambio reciproco di affetto, fiducia e inclusione con il marchio. Quindi si presenta come un'azione immediatamente riconoscibile (come un abbraccio), a cui offre però nuove chance di significazione (e cioè un'interazione diretta con un marchio).
In questo senso, nel continuum che definisce il “campo d'azione” dello street marketing, si va dalla performance di un qualche tipo fino all'ampliamento dell'universo simbolico di riferimento di un'azione comune.
Gli esempi più tipici e che meglio ne offrono una sintesi sono: l'attività del regalare abbracci, portata alla notorietà da Juan Mann; la realizzazione di cortei di protesta dove gli slogan gridati dai performer sono i claim di forza del marchio; la costruzione di un “messaggio umano”, attraverso performer con costumi brandizzati ad hoc che con delle lettere sul petto vanno a costruire un messaggio promozionale sulle strisce pedonali di un incrocio semaforico.

## Tipologie di Street Marketing

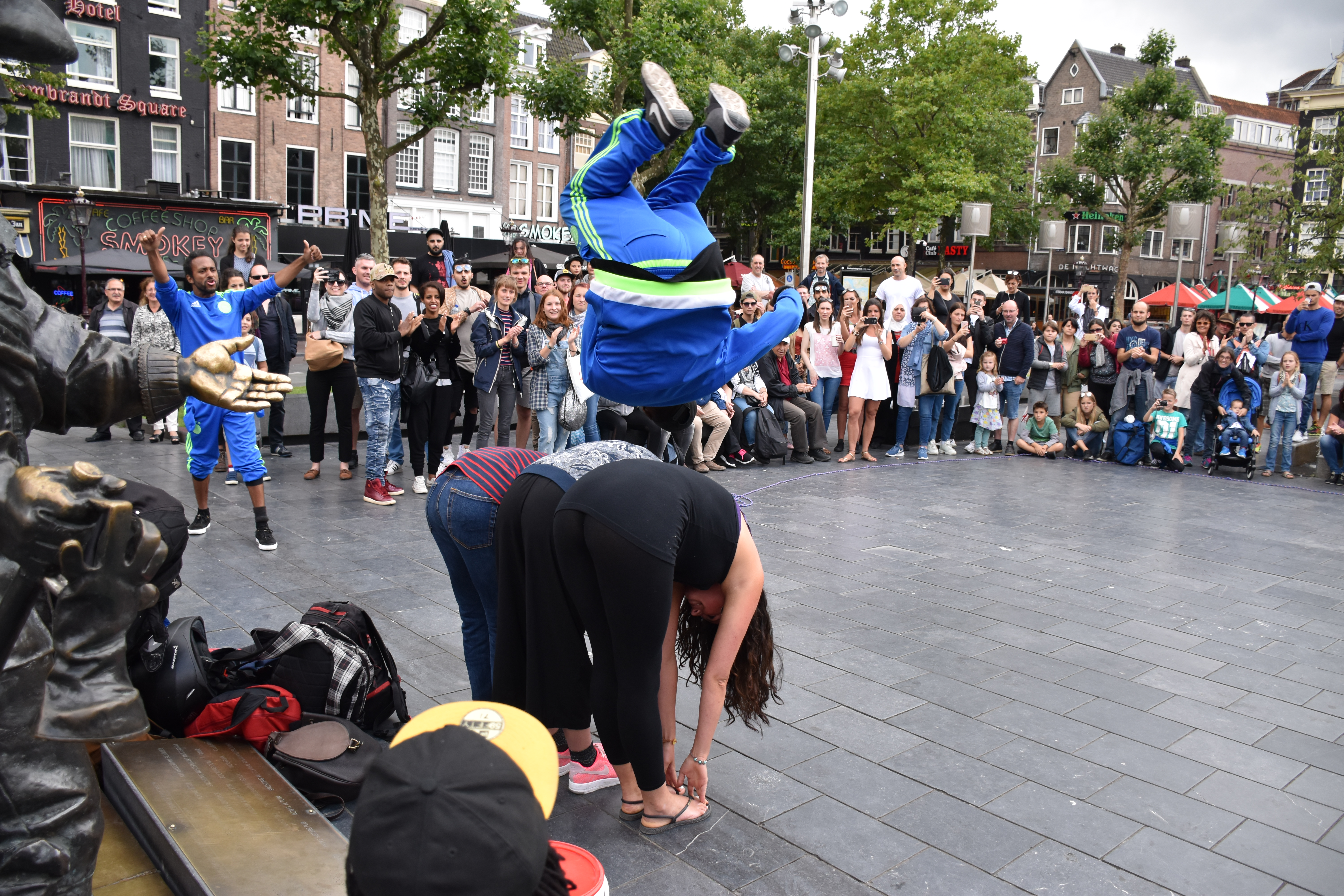
Street dancing

Rientrano altresì nella categoria dello street marketing, anche quelle azioni che privilegiano uno solo dei due aspetti sopracitati. Le azioni di street dance, ad esempio, privilegiano soprattutto il loro essere prima di tutto “performance”, uno spettacolo da fruire ma limitatamente coinvolgente; mentre gli engagement da parte di “figure” anomale, come ad esempio un “medico” che vuole convincere i passanti a cambiare compagnia telefonica, privilegiano, al contrario, un arricchimento dell'immaginario comune, un allargamento delle chance di significazione, per cui un dottore che normalmente si preoccupa delle malattie dei suoi pazienti, con lo street marketing diventa un consulente che ha cura della salute dei suoi clienti ma anche del loro risparmio sulla tariffa telefonica.
A differenza della guerrilla marketing, che tende a sorprendere utilizzando perlopiù gli arredi urbani, e a differenza dei flash mob, che tendono a realizzare un messaggio per una sua diffusione sul web, lo street marketing si può definire come uno strumento dell'ambient marketing, che si esplicita in un'originale formula di marketing one-to-one, da realizzarsi in prossimità di punti vendita e/o in luoghi ad alta concentrazione dei target prescelti.